# 多度津港

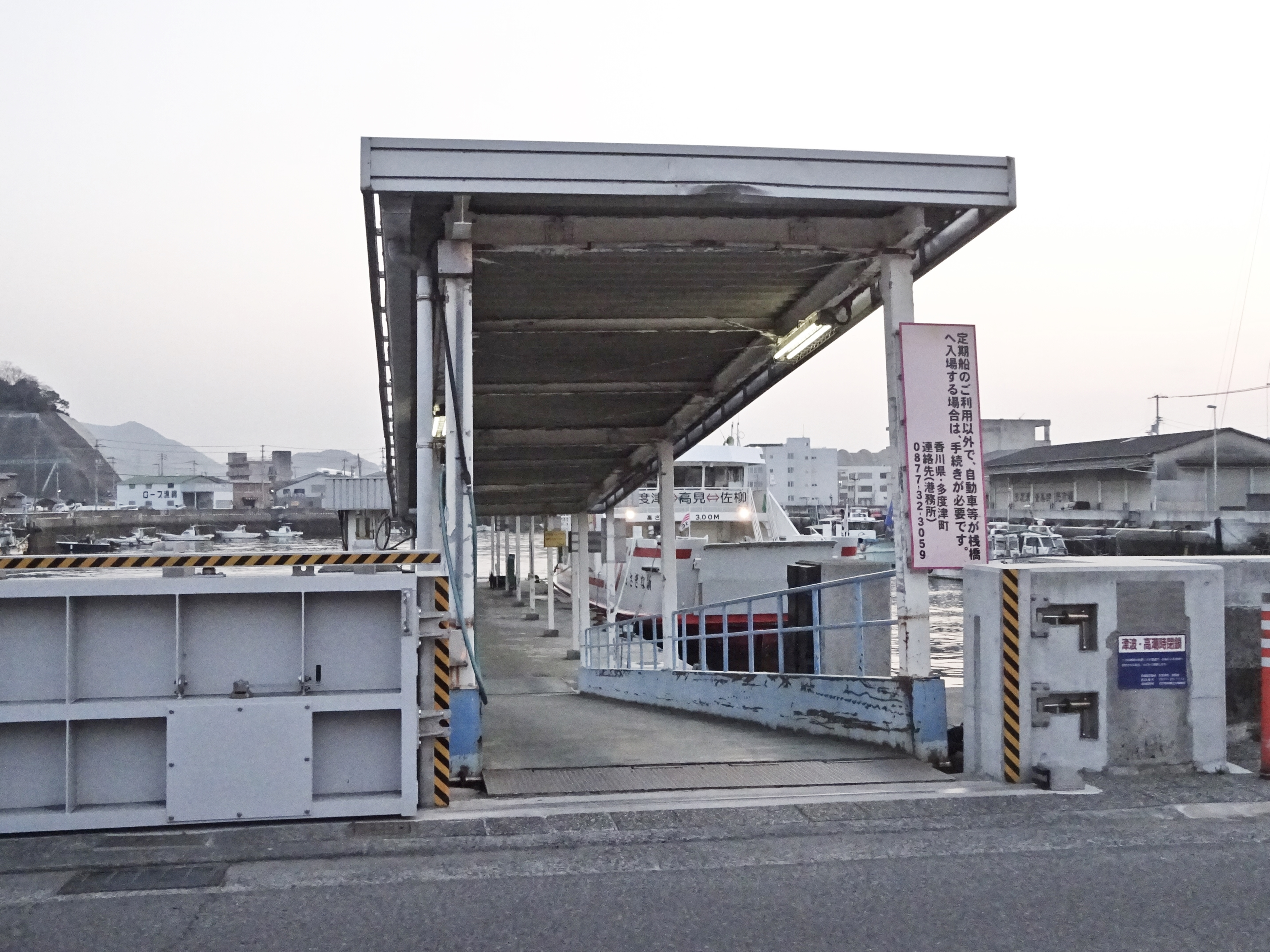
多度津港桟橋

多度津港（たどつこう）は、香川県仲多度郡多度津町にある地方港湾。港湾管理者は香川県。

## 歴史
多度津港は奈良時代末期に和気氏が開き、「堀江津」と呼ばれた。平安時代に讃岐国の各郡に郡津が置かれると、多度郡の津（＝港）となる。これが多度津の由来である。
平安末期の源平合戦（治承・寿永の乱）の時、平家を追悼する途上の源義経が暴風雨のため寄港し、武蔵坊弁慶が神の怒りを静めるため、賀茂神社に大般若波羅蜜多経を納経したという伝承がある。室町時代になると細川氏被官で西讃を統治した香川氏が多度津山に館を構え、多度津は交易で栄えた。
江戸時代の多度津は北前船の寄港地として讃岐三白（讃岐国の名産品である、塩、砂糖、綿花）の積出、海産物の積卸等物資の集散地となり、また当時全国的な流行を見せていた金刀比羅宮参詣の参詣客が金毘羅船に乗って多く訪れていた。江戸時代の多度津の領主は、生駒氏、山崎氏を経て京極氏となり、さらに1658年に京極高通が分家して多度津藩が成立していた。第5代藩主京極高琢は、当時櫻川の河口港であった多度津に、巨費を投じて大改修（湛甫の構築）を行った。これにより多度津は有数の良港となり、幕末頃には丸亀港を凌ぐ繁栄を見せた。多度津と丸亀は江戸期から明治期の讃岐国の海運に大きな役割を果たしていた。
明治に入り讃岐鉄道が丸亀 - 多度津（後の浜多度津駅の位置） - 琴平間に開通すると、大阪商船の大阪多度津航路など大型船が出入りし、鉄道と接続していた。港湾設備の整備は町の事業で行われていた。一方、香川県内では県都の高松港が大規模改修で発展し、鉄道の高松延伸後、高松港 - 土庄港 - 宇野港航路が出来るなど、四国・香川の海の玄関口の地位は次第に多度津・丸亀から高松へ移っていった。太平洋戦争後、工業化に対応するため香川県主体で臨海工業用地の造成、港湾設備の整備を行い、かつての旅客港から現在は機械、金属、造船等の工業地域の色合いが強くなっている。
2006年に「多度津港旧外港東防波堤」は土木学会選奨土木遺産に選ばれる。2011年4月1日に関税法上の開港に指定された。

## 旅客航路
- たどつ汽船（三洋汽船より以下の航路・使用船舶を含め分離した子会社）
  - 多度津港 - 高見島 - 佐柳島

廃止された航路
- 日比多度津バイパスフェリー
  - 日比港（岡山県） - 多度津港 （1970年10月3日運行開始 - 1974年11月1日廃止）
- 福山・多度津フェリー
  - 福山港（広島県） - 多度津港 （1964年4月運行開始 - 2008年9月1日廃止）